# Linea Morgan

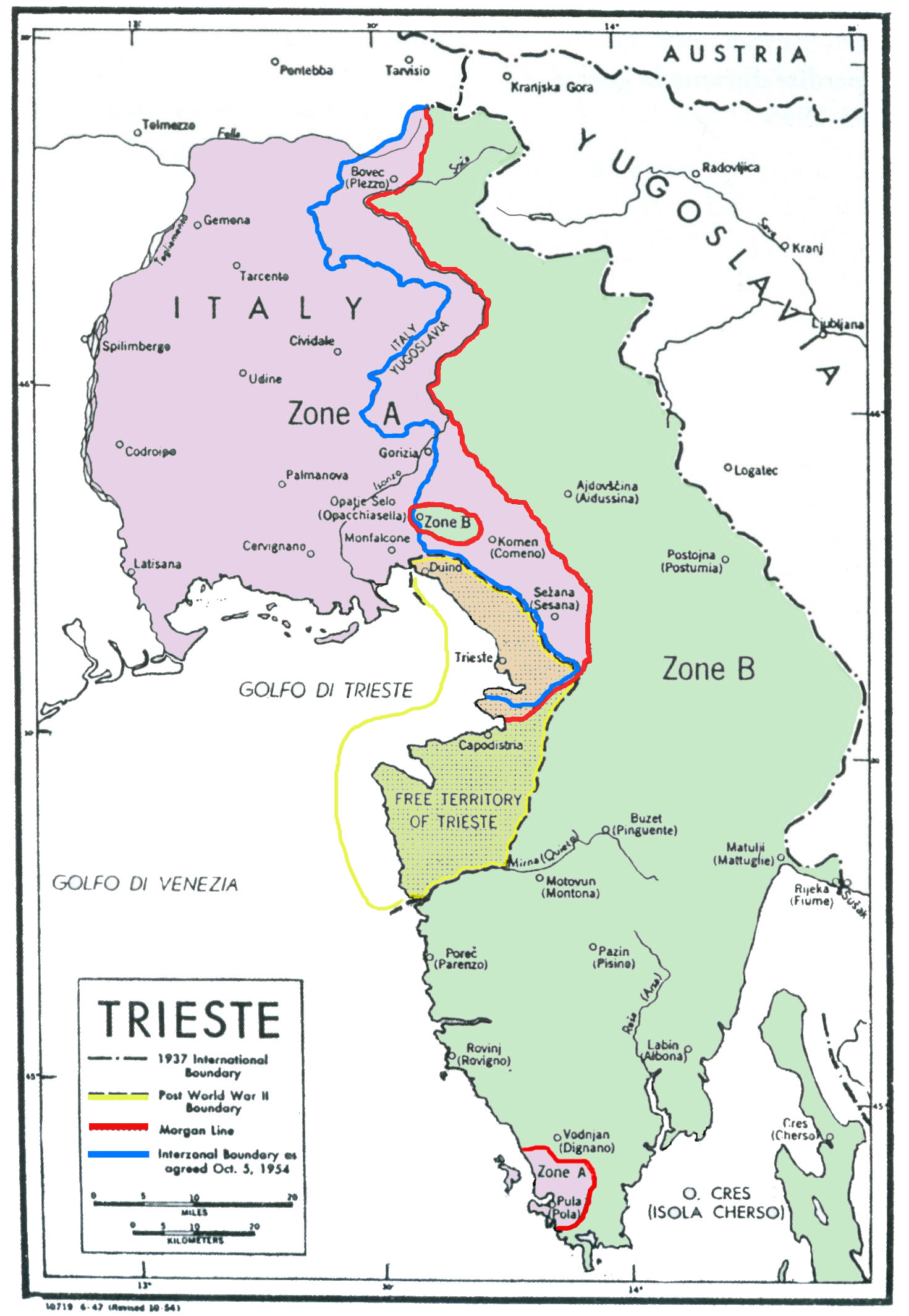
I confini orientali italiani dal 1945 al 1954. Si noti in rosso la Linea Morgan, che divise la regione nel giugno 1945 in Zona A e Zona B in attesa delle decisioni del Trattato di Parigi fra l'Italia e le potenze alleate. Pola era un'exclave nell'Istria meridionale, e faceva parte della "Zona A"

La linea Morgan divise tra il 1945 ed il 1947 i territori della Venezia Giulia italiana tra Alleati e Jugoslavia. Prese il nome dal generale William Duthie Morgan, ufficiale del generale Harold Alexander, comandante degli Alleati in Italia.

## Storia
L'accordo sulla linea Morgan venne firmato a Belgrado il 9 giugno 1945 da Tito e Alexander. Il 12 giugno 1945 l'esercito jugoslavo abbandonò i territori della zona A.
La linea suddivideva la Venezia Giulia in due zone di occupazione militare:
- la zona "A" (Esercito inglese e americano), che comprendeva Gorizia, Trieste, Sesana, la fascia di confine fino a Tarvisio e l'exclave di Pola;
- la zona "B" (Esercito jugoslavo) comprendeva i due terzi della Venezia Giulia italiana, con Fiume, quasi tutta l'Istria e le isole del Quarnaro e un'exclave nei pressi di Opacchiasella[2] (questa comprendeva, oltre ad Opacchiasella, anche Boscomalo, Castagnevizza del Carso, Corita, Lippa di Comeno, Loquizza-Seghetti, Novavilla, Novello, Temenizza e Voissizza dell'attuale comune di Merna-Castagnevizza; essa era delimitata dalla linea che congiunge le alture del Monte Tersteli (Trstelj), Stol, Monte  Trisnecco (Tresnik / Vrtovka), Colle nudo (Renški vrh / Golnek), Monte  Grande (Veliki Vrh), Veliki Medvejšče, Colle Grande (Veliki hrib / Cerje), dall'attuale linea di confine Italia-Slovenia, e da una linea che passando a sud di Corita e Voissizza (che però escludeva il Vallone di Brestovizza essendone a nord) raggiungeva il Goli Vrh, altura a nord-ovest di Sutta; per tale motivo la sede del Governo militare alleato della Zona A della Venezia Giulia sotto il controllo britannico-americano venne allestito tra il giugno 1945 e il 1947 proprio a Sutta[3]).

Fin dal giugno 1945 si verificò lo spostamento di molte migliaia di abitanti della zona "B", specialmente verso Trieste e Pola.
Successivamente, dopo la firma del trattato di pace di Parigi del 10 febbraio 1947 con il termine Zona "A" e "B" si sottintesero due zone più ristrette rispetto a quanto previsto dalla linea Morgan, due zone riguardanti il Territorio Libero di Trieste e località contermini, nota come "questione triestina" che si risolse in modo definitivo solo con il trattato di Osimo.